# جون درايتون بيكر
جون درايتون بيكر (بالإنجليزية: John Drayton Baker)‏ هو ضابط أمريكي، ولد في 31 مايو 1915، وتوفي في 7 مايو 1942.